# Kristine Hammer
Kristine Hammer (* 26. Oktober 1937 in Halle/Saale) ist eine deutsche Textilgestalterin.

## Leben und Werk
Kristine Hammer studierte von 1955 bis 1961 bei Willi Sitte und Irmgard Glauche Textilgestaltung am Institut für künstlerische Werkgestaltung Burg Giebichenstein (ab 1958 Hochschule für industrielle Formgestaltung Halle – Burg Giebichenstein). Sie schloss als Diplom-Formgestalterin ab. Von 1961 bis 1965 arbeitete sie als Gestalterin im VEB Gardeko Zwickau. Von 1965 bis 1970 war sie Fachlehrerin für Textilgestaltung an der Fachschule für angewandte Kunst Schneeberg und wohnte sie in Schlema, wo sich die Werkstätten der Abteilung Textilgestaltung befanden.
Danach arbeitete sie freischaffend als Textilgestalterin in Halle, vor allem als Stickerin. Kristine Hammer war von 1972 bis 1990 Mitglied des Verbands Bildender Künstler der DDR und hatte seit 1974 in der DDR und im Ausland eine bedeutende Zahl von Einzelausstellungen und Ausstellungsbeteiligungen, u. a. von 1977/1978 und 1982/1983 an der VIII. und IX. Kunstausstellung der DDR in Dresden, 1973 in Łódź an der III. Internationalen Textil-Triennale und 1983 in Göttingen an der Ausstellung Kunsthandwerk aus der DDR. Textilgestaltung – Holzgestaltung. Sie nahm seit den I. Werkstatttagen für Textilgestaltung 1979 an der Schneeberger Fachschule wiederholt an diesen für Textilgestalter der DDR wichtigen Arbeitstreffen teil.

## Rezeption
„Aus der Tradition (Anmerkung: der halleschen Textilkunstschule) wird auch ihr thematisches und motivisches Interesse gespeist, das sich auf ornamentale Formen in der textilen Flächigkeit konzentriert und auf die menschliche Figur verzichtet.“

## Werke (Auswahl)
- Schmetterlingshaftes Ornament (1976, Gobelin, 200 × 200 cm)[2]
- Garten (1980; Gobelin, Wolle)